# Пунктуация в башкирском языке
Пунктуация в башкирском языке — система знаков препинания в письменности башкирского языка, составная часть науки о башкирском языке — башкирского языкознания.

## История
С XIII по XIX века башкиры пользовались старотюркским письменно-литературным языком (тюрки) и его локальным вариантом — урало-поволжским тюрки, письменность которого была основана на арабском письме.
Арабская письменность до начала XIX века была основной для всех тюркских языков, включая башкирский язык. В ней отсутствовали знаки препинания. Роль знаков препинания в древне-тюркских письменных памятниках выполняли сами слова или их отдельные формы, такие как причастие и деепричастие. В тюркских языках существовали свои отдельные знаки препинания. Так, знак двоеточие (:) служил «знаком препинания», так как его назначение было отделять слова друг от друга или указывать на конец слова. Этот знак ставился не только между словами на одной и той же строке, но также вообще на конце строки, но никогда не ставится в начале.
С конца XIX применяются башкирские алфавиты на основе кириллицы.
Сведения о постоянном использовании пунктуационных знаков в письменной речи тюркоязычных народов появляются в конце XIX века. Но в связи с неразработанностью строго регламентированных правил употребление знаков препинания было свободным явлением.
Близкое к современному использованию пунктуации в тюркской письменной речи отмечено в трудах ученых-тюркологов: Садыкова (1908), Г. Сагди (1917), Н. И. Ашмарина (1922).
На практике в письменности наблюдалась бессистемность и противоречивость в употреблении знаков препинания, причиной этому явилось отсутствие разработанных правил употребления знаков препинания. Все это приводило к необходимости выработать правила постановки знаков препинания.
Развитие проблем пунктуации в башкирском языке получило в трудах К. З. Ахмерова, Н. К. Дмитриева, Г. Г. Саитбатталова, Д. С. Тикеева, М. В. Зайнуллина, А. М. Азнабаева и др.
Пунктуация в современном башкирском литературном языке изучена достаточно полно. Изданы учебные пособия, учебники для школ, вузов, где рассмотрены основные проблемы башкирской пунктуации.

## Система башкирской пунктуации
В качестве критерия для выбора знака препинания в той или иной грамматической позиции учитывается интонационный рисунок (мелодика тона). Так, при перечислительной интонации ставится запятая или точка с запятой, при интонации пояснения, разъяснения — двоеточие, при интонации противопоставления, обусловленности — тире. Однако соотношение интонации и пунктуации имеет неустойчивый характер.
Выделению интонационного критерия в качестве основания для выбора знака препинания и его постановки препятствует то, что интонация не находит полного соответствия пунктуационным знакам в письменной речи. Это лишает данный критерий четкости и надежности.
Ведущим принципом башкирской пунктуации является семантический принцип. Сущность семантического принципа состоит в том, что определяющим фактором в решении вопроса постановки знака препинания являются выделяемые на основе лексико-грамматической семантики элементы высказывания: члены предложения или нечлены предложения (например, вводные слова или словосочетания), части предложения или текста, а также их структурное соотношение и формальные структурные признаки.
При семантическом принципе для решения вопроса употребления знака препинания решающими факторами являются смысл предложения или текста и семантика компонентов предложения.
Простановка некоторых знаков препинания не укладываются в рамки существующих правил. Это относится к «авторской пунктуации».
Автор вкладывает в эти знаки своё содержание, решает свои художественные задачи. Авторские знаки используются в литературе для передачи чувств автора.

## Знаки препинания
... Башҡортостан — нурбостан, 

Рәйханостан, гөлбостан. 

Шунда тыуған, шунда үҫкән 

Башҡорт улы арыҫлан. 

Уралҡайҙың аҫты алтын, 

Өҫтө шиғыр, үҙе нур; 

Киләсәктә был ергә 

Хоҙай үҙе ҡыҙығыр; 

Фирҙәүестәр төҙөлөр, 

Әлуан нигмәт теҙелер; 

Күкте ташлап мәләктәр, 

Был ерҙәргә гиҙенер. 

Башҡортостан — йәмбостан, 

Илһамстан, шиғырстан, 

Шунда тыуған, шунда үҫкән 

Башҡорт намлы арыҫлан! 

Ҡыуан аңлап, эй, Ватан, 

Беҙ аңланыҡ хәлеңде; 

Һине һалып ҡулбашҡа, 

Беҙ йөкләнек ғәмеңде. 

Ғәреш әғлә өҫтөңә 

Мендерербеҙ даныңды; 

Беҙ фидаи һинеңсөн — 

Йәшәтербеҙ намыңды! 

Башҡортостан йәшәһен, 

Сөнбөлөстан йәшәһен! 

Шунда тыуып, шунда үҫкән 

Арыҫландар йәшәһен!
В башкирском языке не все знаки препинания имеют интонационный эквивалент. Не получают интонационного выражения кавычки; знаки, употребляющиеся изолированно, без слов; комбинированные знаки (??), (?!), (!?!); многоточие в начале абзаца.

### Точка
Знак препинания точка «.» был одним из первых знаков препинания. Основная функция точки состояла в том, чтобы отделить слова друг от друга, разделить тексты на смысловые части, в которых предложения шли целым текстом, писались слитно. В этой же функции употреблялась волнистая линия. Точки первоначально ставились на разных уровнях: либо у основания буквы, либо на уровне её середины. Иногда писец, прерывая работу, мог поставить точку даже в середине слова.
В соответствии с настоящими правилами постановка точки связана с необходимостью обозначить границы между «событиями» отражаемой в тексте действительности; точка передает элемент субъективного смысла высказывания (говорит о его цели); в-третьих, она осуществляет актуальное членение предложения. Таким образом, точка ставится в следующих случаях:
- В конце повествовательного, а также побудительного предложений.
- Назывные предложения идут друг за другом и всегда отделяются точкой. Назывные предложения обозначают место, время, обстановку действия. Например: Йей?ец ми?гел губаЬенэ урлеп, йайрап балкыган квндэре. Тымы?ык иртэ.
- Для отделения дополнительных конструкций (ертэлмэ конструкциялар), которые стоят после основного предложения и обладают самостоятельной интонацией.
- Точка может фиксировать конец побудительного предложения.
- Точка также ставится после инициалов, сокращенных слов и цифр, которые употребляются в перечислении. В этом случае точка выполняет функцию не знака препинания, а графического знака, который имеет специальное назначение.

### Запятая
Знак запятая ", " ставится между однородными дополнениями (Кеше — донъялагы иц туймад йен эйэЬэ. Уны уй, буй етмэолек Марстагы тормош та, унар ки-лометрлы Ьыу катламы менэн йэшеренган океан твбвндаге донья ла, тэжэйеп серле, мотжизеуи йерак тибеше лэ, умарта корттарынын бал йыйыуы ла кы?ыкЬындыра), между частями сложноподчиненного, между частями сложносочиненного предложения.
Запятая фиксирует паузы. Неправильное использование этого знака может привести к искажению смысла высказывания. Например: «Йылы берккан ку?е, шлем йыйган, шатлык курган кущ куп йеш койган».

### Двоеточие
Знак двоеточие ": " предупреждает о последующем разъяснении и пояснении, что проявляется в следующих случаях: причинной обусловленности, обоснования, раскрытия содержания, конкретизации общего понятия.
С помощью двоеточия уточняются значения слов шул, шундай, шуныЬы, шунда в сложноподчиненном предложении: Шулай була: я?ыусы, гуйэ, икедонъяла йешай.
Двоеточие как разделяющий знак используется для разграничения чужой и авторской речи. Например: Таңһылыу ҠАРАМЫШЕВА, шағирә, БР-ҙың атҡаҙанған мәҙәниәт хеҙмәткәре: «Тарихты төҙәтеп тә, үҙгәртеп тә, заманғамы, кемдеңдер теләгенәме яраҡлаштырып та булмай».

### Точка с запятой
Точка с запятой «;» является отделяющим знаком. Знак «;», употребляющийся в сложном или в простом предложении, служит для разделения самостоятельных его частей. В сравнении с запятой, она отделяет синтаксически равноправные части, менее тесно связанные по смыслу.
Точка с запятой помогает определить границы основных частей и выявить наиболее значимые в структурном отношении части.
Точка с запятой употребляется в предложениях с перечислением, если части предложения распространены и в них есть знаки препинания, а также, если части предложения значительно удалены по смыслу.
Точка с запятой является знаком более ограниченного употребления, чем запятая, и требует более глубокого понимания содержания высказывания и его оттенков. Чаще употребляется в сложных синтаксических конструкциях.

### Вопросительный знак
Вопросительный знак «?» ставится в конце вопросительного предложения, отражает вопросительную интонацию, например: Альбина, һеҙ эшләгән ойошма республика халҡын экологик яҡтан тәрбиәләү менән шөғөлләнә тип әйтеп буламы?
Знак может использоваться для выражения авторской оценки высказанного.

### Восклицательный знак
Восклицательный знак «!» фиксирует конец восклицательного предложения, включает в себя разнообразную интонацию, передающую различные оттенки чувства: восторг, восхищение, возмущение, гнев, гордость, жалость, желание, нежность, ненависть, призыв, презрение, поощрение, страх, удивление, ужас. Например: Мацгелек дан батыр яугирэарт, мацгелек дан кыйыу егеттарга! Бергә булдыҡ, бергә ҡалайыҡ!
В основном это разговорная речь, диалогическая, где большой процент составляют простые конструкции. Но и сложные предложения могут быть восклицательными. Например: Бесэн да, hono ла, башка а$ык. та юк, вртауена, Ьыуык, щелган юлда интегеусе Ьалдаттарыбы? араЬында ауырыу квевй^е, а 6aLUKopnapFa Ьам улар?ьщ атарына бер ни тугел!

### Тире
Знак тире «—» употребляется в следующих случаях:
- Как фиксатор «грамматических» пропусков, заполняя структурно пустые места, «Экиэтта тугел — тормошта»
- Для передачи на письме особых смысловых отношений — условно-временных, следственно-сравнительных;
- Для выражения эмоционально-экспрессивных качеств речи.
- С помощью тире обозначается неожиданное присоединение. «Капыл бер ажар айшр, Акбуэаттыр, могайын, уражеп каршыЬына басты — тауышынан кук йв?в дерелдэп, йылкылар калтырап китте», здесь содержание второй части предложения не вытекает из содержания первой части.
- Как ограничитель при однородных членах с обобщающим словом, когда обобщающее слово находится после однородных членов: «икмэк, то,?, Ьыу, наградалар-БетэЬе лэ ерэа кала».
- Выполняет роль ограничителя между подлежащим и сказуемым. Например: Башкортостан — курай иле, Башкортостан — Урал ере, Башкортостан — кумы$ теле, Башкортостан — кымыэ сере.

### Кавычки
Знак кавычки «"» - графический знак, выделяющий элементы текста.
В кавычки заключаются все цитаты, «чужая речь» или отдельные «чужие слова», находящиеся в повествовании (в том числе, прямая речь). Например: «Бөгөн бауырым сәнсә әле», — тип әйткәненә ир иғтибар ҙа итмәне.
Важную роль кавычки играют для выражения косвенной оценки. Оценочный потенциал кавычек проявляется, когда речь идет о вторичном их использовании.
Кавычки служат также средством выделения приложений — имен собственных: всевозможных названий орденов и медалей, литературных произведений, газет, журналов, организаций и так далее. Например: «Йәшлек» гәзитенә яҙылыу хаҡы кәмене, һәм ул йәйҙән яңыса, «ҡалынайып», аҙнаһына ике тапҡыр — шишәмбелә 8 битлек, ә шәмбелә 16 битлек булып сығасаҡ.

### Скобки
Знаки скобок «(» и «)» выполняют функцию выделения и употребляются парами. Используются для выделения особо значимых частей. Например: Ха?ерге кендэ Берйан урмандарын ситтан килган 62 (шунын ергвна урмандагы — 20) Ьар терла ойошма кыра.
Части предложения, заключенные в скобки, произносятся в ускоренном темпе и с понижением тона. Такое произношение дает возможность выключить их из основного высказывания.

### Многоточие
Знак многоточия "…" ставится в конце предложения или внутри его, отделяя друг от друга члены предложения. Многоточие передаёт недосказанность мысли, недоговоренность. «Фатихов салкан ятты. Кан тамакка тулды. Юк, былай cacan улеуен бар… Ул кырын ятты… Тикера к… атЬындар ине… Тикера к… пам капыл уньщ шундай йашагепе кила башланы…»
Многоточие как знак эмоционального напряжения, как знак, помогающий скрыть мысль, вместе с тем помогающий наметить перспективу в восприятии и осмыслении текста, часто используется в поэтических произведениях.
Многоточие может указывать на неожиданность и содержательную неоправданность сочетания каких-либо слов, даже абсурдность таких сочетаний, но абсурдность, оказавшуюся реальностью. Например: стью. Например: Сацгы менан… елакка. Табан балыш… дицгеэ?а. Вуз дипломы менан… и?эн йыуыусы («Йэшлек» гэзите, М> 57, 2002 йыл).
Многоточие может использоваться в заглавиях статей, книг и т. д. Например: Санаццы йай а?ерлэ, а арбанды… («Йэшлек» газитенан).